# Campionati europei di atletica leggera indoor 1973
I IV campionati europei di atletica leggera indoor si sono svolti a Rotterdam, nei Paesi Bassi, presso l'Ahoy Rotterdam, dal 10 all'11 marzo 1973. 

## Risultati

### Uomini
| Specialità | Oro                                                                               | Prestazione | Argento                                                             | Prestazione | Bronzo                                                               | Prestazione                                       |
| Corse piane |                                                                                   |             |                                                                     |             |                                                                      |                                                   |
| 60 metri | Zenon Nowosz                                                                      | 6"64        | Manfred Kokot                                                       | 6"66        | Raimo Vilén                                                          | 6"71                                              |
| 400 metri | Luciano Sušanj                                                                    | 46"38       | Benno Stops                                                         | 47"31       | Dariusz Podobas                                                      | 47"40                                             |
| 800 metri | Francis Gonzalez                                                                  | 1'49"17     | Gerhard Stolle                                                      | 1'49"32     | Jozef Plachý                                                         | 1'49"50                                           |
| 1.500 metri | Henryk Szordykowski                                                               | 3'43"01     | Herman Mignon                                                       | 3'43"16     | Klaus-Peter Justus                                                   | 3'43"36                                           |
| 3.000 metri | Emiel Puttemans                                                                   | 7'44"51     | Willy Polleunis                                                     | 7'51"86     | Pekka Päivärinta                                                     | 7'52"97                                           |
| Corse a ostacoli |                                                                                   |             |                                                                     |             |                                                                      |                                                   |
| 60 metri ostacoli | Frank Siebeck                                                                     | 7"71        | Adam Galant                                                         | 7"76        | Thomas Munkelt                                                       | 7"81                                              |
| Staffette |                                                                                   |             |                                                                     |             |                                                                      |                                                   |
| Staffetta 4×360 metri | Francia Lucien Sainte-Rose Patrick Salvador Francis Kerbiriou Lionel Malingre     | 2'46"00     | Germania Ovest Falko Geiger Karl Honz Ulrich Reich Hermann Köhler   | 2'46"42     | Hanno partecipato alla gara solamente due squadre                    | Hanno partecipato alla gara solamente due squadre |
| Staffetta 4×720 metri | Germania Ovest Reinhold Soyka Josef Schmid Thomas Wessinghage Paul-Heinz Wellmann | 6'21"58     | Cecoslovacchia Ivan Kovac Józef Samborsky Jozef Plachý Ján Sisovsky | 6'21"60     | Polonia Krzysztof Linkowski Lesław Zając Czesław Jursza Henryk Sapko | 6'26"95                                           |
| Salti |                                                                                   |             |                                                                     |             |                                                                      |                                                   |
| Salto con l'asta | Renato Dionisi                                                                    | 5,40 m =    | Hans-Jürgen Ziegler                                                 | 5,35 m      | Jean-Michel Bellot                                                   | 5,30 m                                            |
| Salto in alto | István Major                                                                      | 2,20 m      | Jiří Palkovský                                                      | 2,20 m      | Vassilios Papadimitriou                                              | 2,17 m                                            |
| Salto in lungo | Hans Baumgartner                                                                  | 7,85 m      | Max Klauß                                                           | 7,83 m      | Grzegorz Cybulski                                                    | 7,81 m                                            |
| Salto triplo | Carol Corbu                                                                       | 16,80 m     | Michał Joachimowski                                                 | 16,75 m     | Mikhail Bariban                                                      | 16,38 m                                           |
| Lanci |                                                                                   |             |                                                                     |             |                                                                      |                                                   |
| Getto del peso | Jaroslav Brabec                                                                   | 20,29 m     | Gerd Lochmann                                                       | 20,12 m     | Jaromír Vlk                                                          | 19,68 m                                           |
| record mondiale; record mondiale stagionale; record europeo; record europeo stagionale; record dei campionati; record nazionale; record personale; record personale stagionale. |                                                                                   |             |                                                                     |             |                                                                      |                                                   |

### Donne
| Specialità | Oro                                                                           | Prestazione | Argento                                                                | Prestazione | Bronzo                                                                        | Prestazione                                       |
| Corse piane |                                                                               |             |                                                                        |             |                                                                               |                                                   |
| 60 metri | Annegret Richter                                                              | 7"27        | Petra Vogt                                                             | 7"29        | Sylviane Telliez                                                              | 7"32                                              |
| 400 metri | Verona Bernard                                                                | 53"04       | Waltraud Dietsch                                                       | 53"35       | Renate Siebach                                                                | 53"49                                             |
| 800 metri | Stefka Yordanova                                                              | 2'02"65     | Elfi Rost                                                              | 2'02"83     | Elżbieta Skowrońska                                                           | 2'02"90                                           |
| 1.500 metri | Ellen Tittel                                                                  | 4'16"17     | Tonka Petrova                                                          | 4'17"20     | Iris Claus                                                                    | 4'21"49                                           |
| Corse a ostacoli |                                                                               |             |                                                                        |             |                                                                               |                                                   |
| 60 metri ostacoli | Annelie Ehrhardt                                                              | 8"02        | Valeria Bufanu                                                         | 8"16        | Teresa Nowak                                                                  | 8"23                                              |
| Staffette |                                                                               |             |                                                                        |             |                                                                               |                                                   |
| Staffetta 4×180 metri | Germania Ovest Christiane Krause Annegret Richter Ingeborg Helten Rita Wilden | 1'21"15     | Austria Brigitte Haest Christa Kepplinger Carmen Mahr Karoline Käfer   | 1'23"33     | Hanno partecipato alla gara solamente due squadre                             | Hanno partecipato alla gara solamente due squadre |
| Staffetta 4×360 Staffetta | Germania Ovest Dagmar Jost Erika Weinstein Annelie Wilden Gisela Ellenberger  | 3'10"85     | Francia Colette Besson Chantal Jouvhomme Chantal Leclerc Nicole Duclos | 3'11"20     | Polonia Danuta Manowiecka Marta Skrzypińska Krystyna Kacperczyk Danuta Piecyk | 3'11"65                                           |
| Salti |                                                                               |             |                                                                        |             |                                                                               |                                                   |
| Salto in alto | Yordanka Blagoeva                                                             | 1,92 m =    | Rita Gildemeister                                                      | 1,86 m      | Milada Karbanová                                                              | 1,86 m                                            |
| Salto in lungo | Diana Yorgova                                                                 | 6,45 m      | Jarmila Nygrýnová                                                      | 6,30 m      | Mirosława Sarna                                                               | 6,15 m                                            |
| Lanci |                                                                               |             |                                                                        |             |                                                                               |                                                   |
| Getto del peso | Helena Fibingerová                                                            | 19,08 m     | Ludwika Chewińska                                                      | 18,29 m     | Antonina Ivanova                                                              | 18,25 m                                           |
| record mondiale; record mondiale stagionale; record europeo; record europeo stagionale; record dei campionati; record nazionale; record personale; record personale stagionale. |                                                                               |             |                                                                        |             |                                                                               |                                                   |

## Medagliere
Legenda
     Paese ospitante
| Posizione | Paese            | Oro | Argento | Bronzo | Totale |
| --------- | ---------------- | --- | ------- | ------ | ------ |
| 1         | Germania Ovest   | 6   | 2       | 0      | 8      |
| 2         | Bulgaria         | 3   | 1       | 0      | 4      |
| 3         | Germania Est     | 2   | 9       | 4      | 15     |
| 4         | Polonia          | 2   | 3       | 7      | 12     |
| 5         | Cecoslovacchia   | 2   | 3       | 3      | 8      |
| 6         | Francia          | 2   | 1       | 2      | 5      |
| 7         | Belgio           | 1   | 2       | 0      | 3      |
| 8         | Romania          | 1   | 1       | 0      | 2      |
| 9         | Ungheria         | 1   | 0       | 0      | 1      |
| 9         | Italia           | 1   | 0       | 0      | 1      |
| 9         | Regno Unito      | 1   | 0       | 0      | 1      |
| 9         | Jugoslavia       | 1   | 0       | 0      | 1      |
| 13        | Austria          | 0   | 1       | 0      | 1      |
| 14        | Finlandia        | 0   | 0       | 2      | 2      |
| 14        | Unione Sovietica | 0   | 0       | 2      | 2      |
| 16        | Grecia           | 0   | 0       | 1      | 1      |
| Totale    | Totale           | 23  | 23      | 21     | 67     |